# 大倉山クリスタルハウス

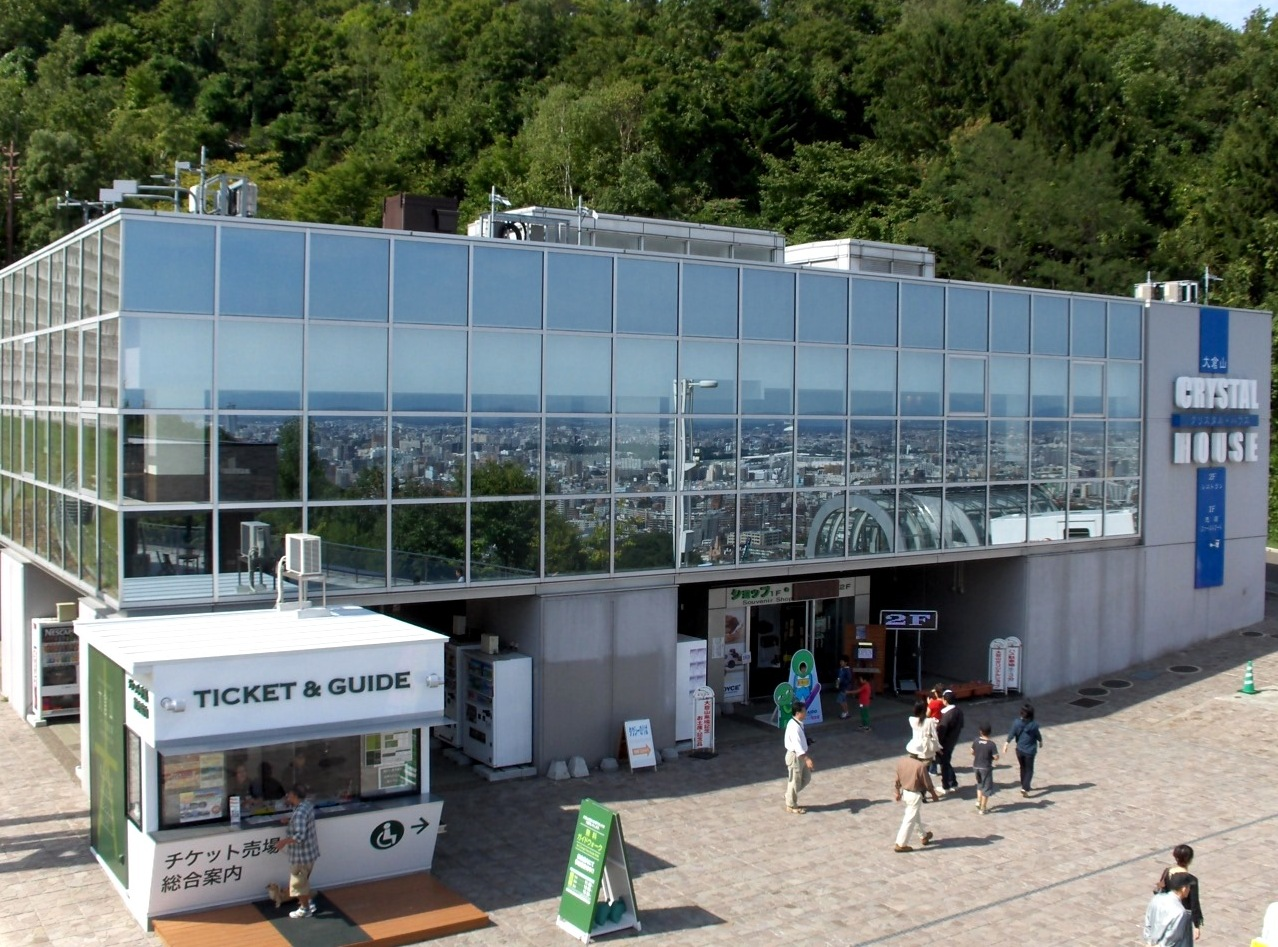
大倉山クリスタルハウス時代（2007年）

大倉山クリスタルハウス（おおくらやまクリスタルハウス）は、札幌市中央区宮の森の大倉山にある施設・レストハウス。2020年からは「札幌オリンピックミュージアムアネックス」として営業。

## 概要
大倉山ジャンプ競技場の敷地内に位置。向い側に札幌オリンピックミュージアムがある。1984年6月に大倉山の観光総合施設として開業、札幌市の第三セクターである札幌振興公社が運営。
2006年改装後は札幌市内を一望しながらラム肉を味わえる2階レストラン「らむDINING 大倉山」や、1階に大倉山限定の菓子などを販売する土産店が入居。
また正面横の総合案内ブースでジャンプ競技場頂上展望台までのリフトのチケットを販売し、いす・テーブルの着いた休憩所や自動販売機が設置され、ラージヒルなど催し物が開かれている時期を含め観光客の休憩所を兼ねていた。
2019年10月からは大規模改装に入り、2020年6月5日に隣接する札幌オリンピックミュージアムの別館「札幌オリンピックミュージアムアネックス」として再開業しギャラリーやカフェ「ルポ」、2階にフランス料理店「ヌーベルプース大倉山」を設けるほか、バリアフリー化の為エレベーターの新設も行われた一方で案内所や売店はオリンピックミュージアム本館に移管された。